# فرانك في. أورتيز جونيور
فرانك في. أورتيز جونيور (بالإنجليزية: Frank Vincent Ortiz, Jr.)‏ هو دبلوماسي أمريكي، ولد في 14 مارس 1926 في سانتا فيه في الولايات المتحدة، وتوفي بنفس المكان في 27 فبراير 2005.

## وصلات خارجية
- فرانك في. أورتيز جونيور على موقع إن إن دي بي (الإنجليزية)